# 锡盖特拜切
锡盖特拜切（匈牙利語：Szigetbecse）是匈牙利佩斯州所辖的一个村。总面积17.12平方公里，总人口1360，人口密度79.4人/平方公里（2011年1月1日）。